# Бургундская ветвь династии Валуа
Младший Бургундский дом или Бургундская ветвь династии Валуа — ветвь французского королевского рода Валуа, правившая в герцогстве Бургундия и ряде других владений с 1363 года.

## История
Родоначальником её был сын короля Франции Иоанна II Доброго — Филипп II Смелый (ум. 1404), получивший в 1363 году герцогство Бургундия. Посредством удачного брака Филипп присоединил к своим владениям графства Фландрия, Артуа, Невер, Ретель и Бургундия (Франш Конте). От его сыновей пошли несколько ветвей рода.

### Старшая ветвь

Герб герцогов Бургундии династии Валуа

Родоначальником её был старший сын Филиппа Смелого — Иоанн (Жан) Бесстрашный, унаследовавший после смерти отца его основные владения, включая Бургундию. Сын и преемник Жана, Филипп III Добрый, ещё больше увеличил владения рода. В 1429 году он присоединил маркграфство Намюр, а в 1432 году еще ряд владений в Нидерландах, в том числе Фрисландию, Голландию, Зеландию и Эно. После смерти своего кузена Филиппа де Сен-Поля в 1430 году он унаследовал герцогства Брабант, Лимбург и маркграфство Антверпен. А в 1443 году купил герцогство Люксембург у своей тетки Елизаветы фон Гёрлиц. Неудивительно, что после всего этого Филипп стал называть себя «Великим герцогом Запада».
По прямой мужской линии ветвь угасла в 1477 году после гибели Карла Смелого — сына Филиппа Доброго. Единственная дочь Карла, Мария Бургундская унаследовала его обширные владения, но вскоре независимое Бургундское государство, истощённое войнами, де-факто прекратило существование как суверенное государство, будучи разделённым между Людовиком XI, получившим герцогство Бургундия, и мужем Марии, императором Максимилианом I, получившим Нидерланды и Франш-Конте. Антуан Бургундский — внебрачный сын Филиппа Доброго, узаконенный в 1485 году королём Франции Карлом VIII, имел сына Филиппа, потомки которого в Нидерландах продолжили побочную ветвь этой линии.

### Брабантская ветвь
Родоначальником ветви был второй сын Филиппа Смелого — Антуан, первоначально правивший в графстве Ретель, однако позже он посредством брака унаследовал герцогства Брабант и Лимбург. Ветвь угасла в 1430 году после смерти Филиппа Брабантского, младшего сына Антуана, оставившего только незаконных детей, потомство которых угасло в 1498 году.

### Неверская ветвь
Родоначальником ветви был третий сын Филиппа Смелого — Филипп II, которому старший брат, Жан, после смерти отца в 1404 году передал графство Невер, а в 1406 году он получил ещё и Ретель. По мужской линии ветвь угасла после смерти в 1491 году графа Жана II (1415—1491). Его пережили только две дочери, разделившие наследство отца. Елизавета (1439—1483) получила Невер, передав его посредством брака в Клевский дом, а Шарлотта (1472—1500) — Ретель, который через брак её дочери также перешёл к графам Невера из Клевского дома.